# Cleon II
Cleon II è un personaggio del ciclo della Fondazione di Isaac Asimov.
Ultimo grande imperatore galattico, è ricordato soprattutto per la modesta rinascita politica ed artistica che ebbe luogo sotto il suo regno. 
Malgrado l'intelligenza di Cleon II, il suo regno è soprattutto conosciuto a causa del suo generale Bel Riose, che aveva guidato una coraggiosa spedizione contro la prima Fondazione.
Tale campagna militare fu una rivelazione a causa dell'inefficienza in cui versava ormai l'esercito imperiale. 
Tale avvenimento non offuscò tuttavia lo splendore dei suoi ultimi anni di regno. Cleon morì a causa di una malattia che i medici del palazzo imperiale non riuscivano a diagnosticare.